# Telescopio Polo Sur
El Telescopio Polo Sur es un nuevo telescopio desplegado en el Polo Sur que está diseñado para estudiar el fondo cósmico de microondas. Construido entre noviembre de 2006 y febrero de 2007, el SPT es el telescopio más grande jamás desplegado en el Polo Sur. Este telescopio proporciona una nueva y poderosa herramienta para estudiar la energía oscura.

## Características

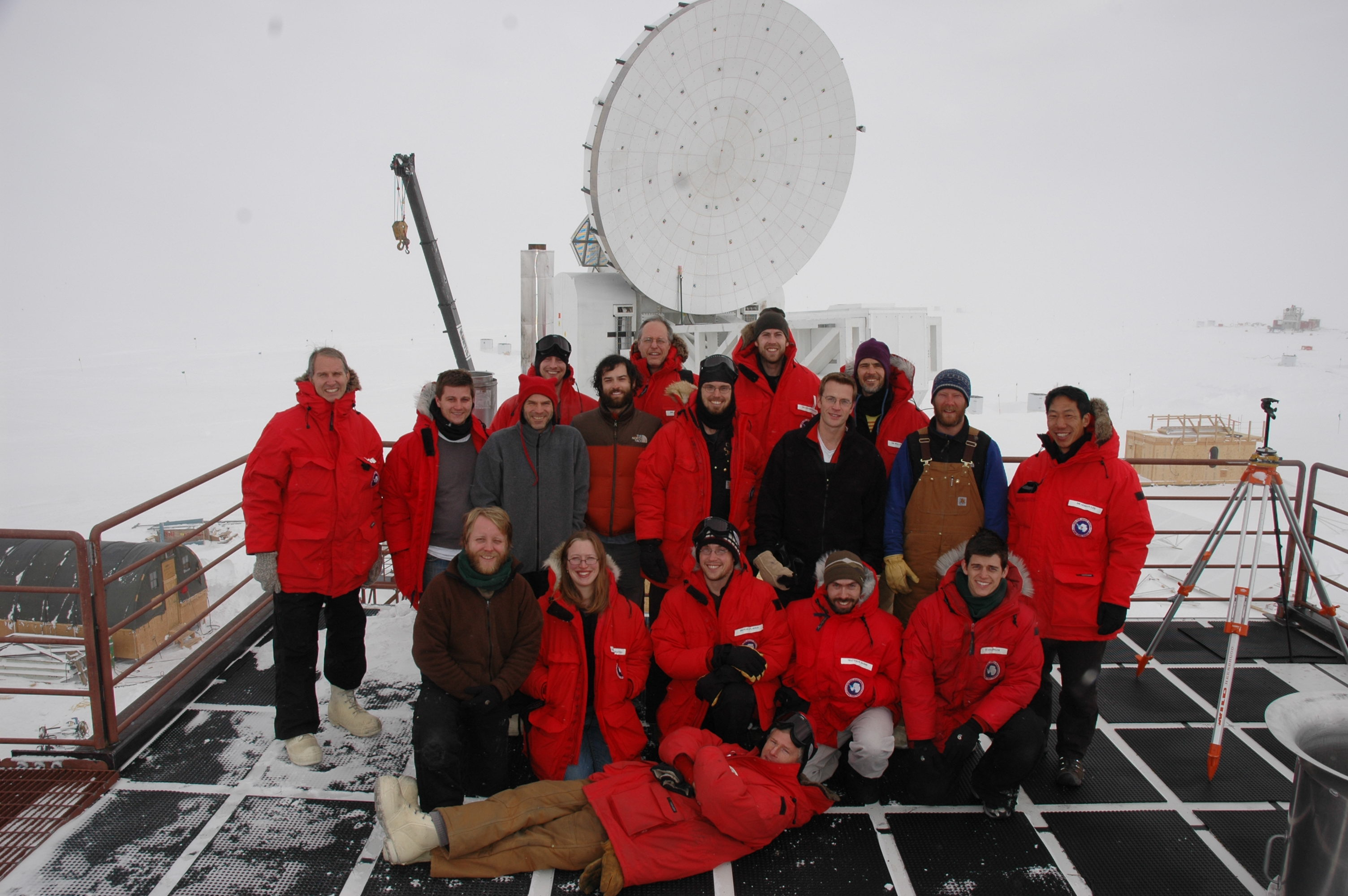
Grupo científico destinado en el Telescopio Polo Sur.

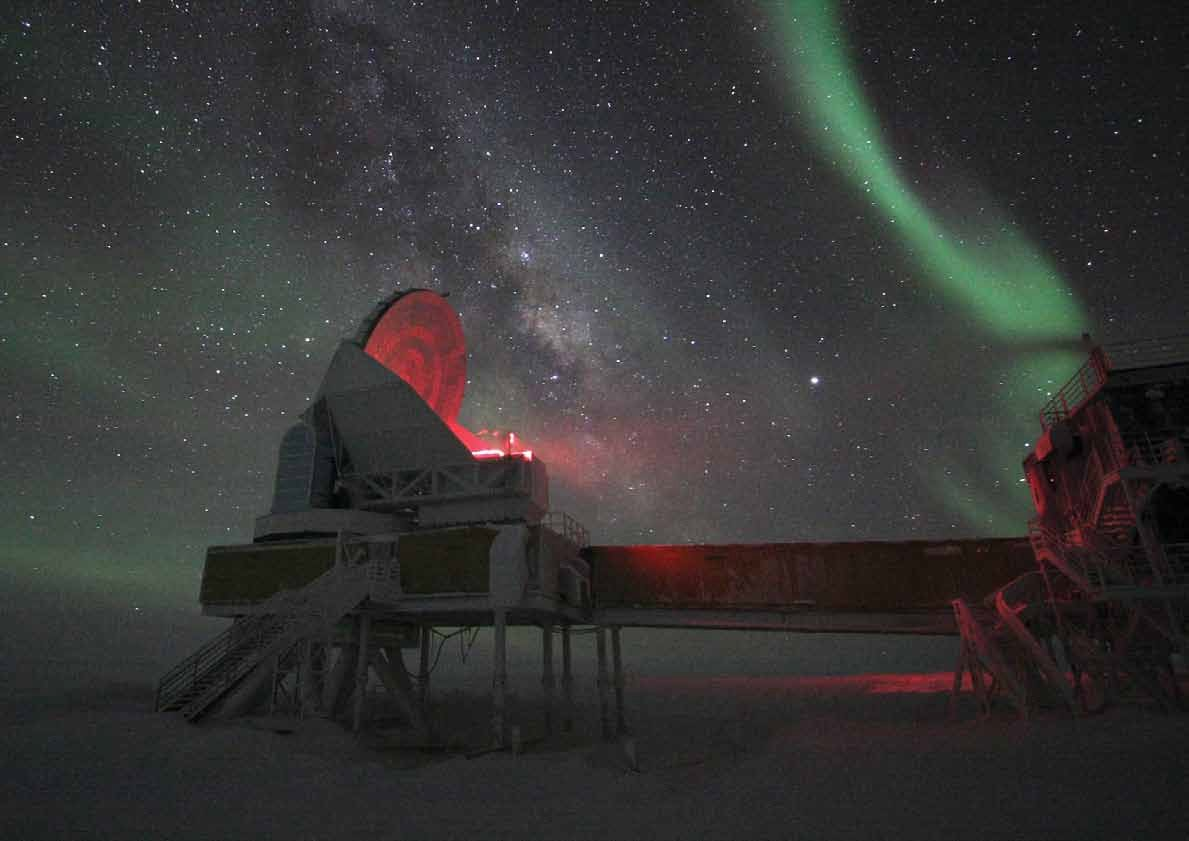
El telescopio durante la noche polar.

El proyecto es una colaboración entre la Universidad de Chicago, la Universidad Berkeley de California, Case Western Reserve University, la Universidad Urbana-Champaign de Illinois, el Smithsonian Astrophysical Observatory, la Universidad Boulder de Colorado y la Universidad McGill. Está financiado por la National Science Foundation.
El Polo Sur es el principal lugar de observación de ondas de frecuencia extremadamente alta en la gama de las radiofrecuencias. Situado a gran altura (2,8 km sobre el nivel del mar) y con una capa atmosférica delgada, el frío extremo mantiene la cantidad de vapor de agua en la atmósfera en niveles bajos. Esto es particularmente importante para observar longitudes de onda altas, ya que las señales pueden ser absorbidas por el vapor de agua y las radiaciones que emite este pueden confundirse con las señales astronómicas. Otra ventaja del Polo Sur es que el sol se oculta a mediados de marzo y hay seis meses de oscuridad total, tiempo durante el cual las condiciones atmosféricas son estables,sin la turbulencia causada por la salida y puesta solar diaria.  
El Telescopio Polo Sur se instaló 16 de febrero de 2007, y comenzó las observaciones científicas en marzo del mismo año. Realizó algunas observaciones y una pequeña encuesta inicial durante el invierno austral de 2007, bajo la dirección de Stephen Padín y Zak Staniszewski. El telescopio actualmente está bajo la dirección de Keith Vanderlindey y Dana Hrubeš.